# جنگ‌های ایران و بیزانس

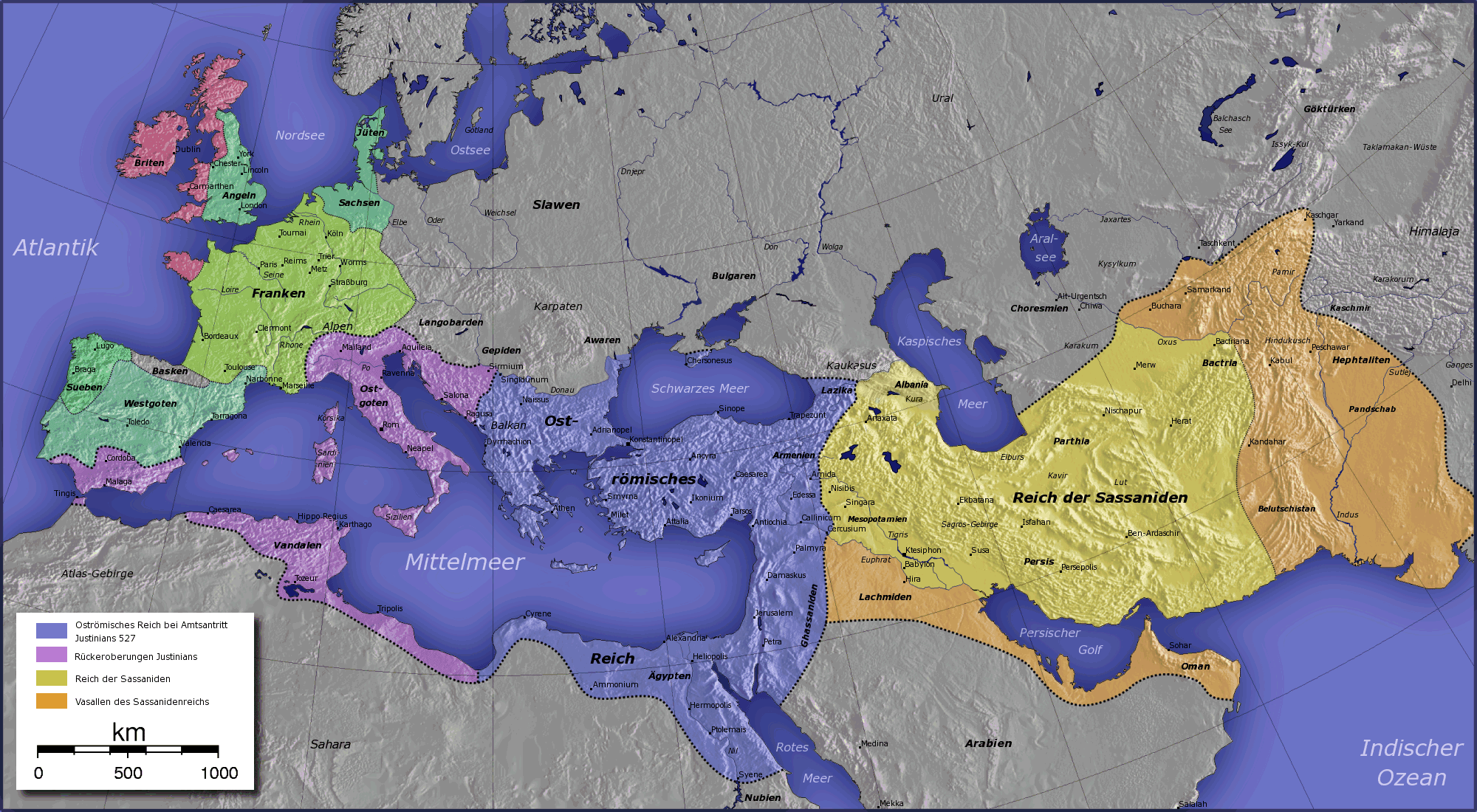
نمایی از نقشهٔ امپراتوری ساسانی و امپراتوری بیزانس (۵۶۵)

جنگ‌های بیزانس - ایرانیان که همچنین با نام جنگ‌های ایران و بیزانس هم شناخته می‌شود، اشاره به مجموعه درگیری‌های میان امپراتوری روم شرقی و تبار ساسانیان از پادشاهی ایران دارد. در میان این جنگ‌ها، چندین پیمان‌نامهٔ صلح نیز نوشته‌شده‌است.

## راهبردها و تاکتیک

### رومیان

#### راهبرد رومیان
امپراتوری روم در دوران فرمانروایی تراژان به بالاترین گسترهٔ سرزمینی خود رسید هرچند که پیش از او، در دوران فرمانروایی آگوستوس، این فرمانروایی توانست به ثبات نسبی در مرزهای خود دست یابد. در نتیجه در این بازهٔ زمانی رومیان بیشتر ترجیح می‌دادند از قلمرو خود دفاع کنند تا اینکه وارد یک جنگ با سرزمین پارس شوند.

#### تاکتیک‌های رومیان
در این دوران رومیان بهترین پیاده‌نظام خود را به کار گرفتند: سربازانی که به شدت مسلح بودند به همراه سربازانی سوار بر ابزارهای جنگی و برخی از بردگان یا شهروندان که وظیفهٔ خدمت به پادشاهی روم را داشتند. در سدهٔ چهارم پس از میلاد داشتن